# Onsong
Onsong est un chef-lieu d'arrondissement (gun) du Hamgyong du Nord, en Corée du Nord. Située au bord du Tumen qui l'entoure au nord et à l'ouest et forme la frontière avec la Chine, c'est la ville la plus septentrionale du pays.

## Géographie

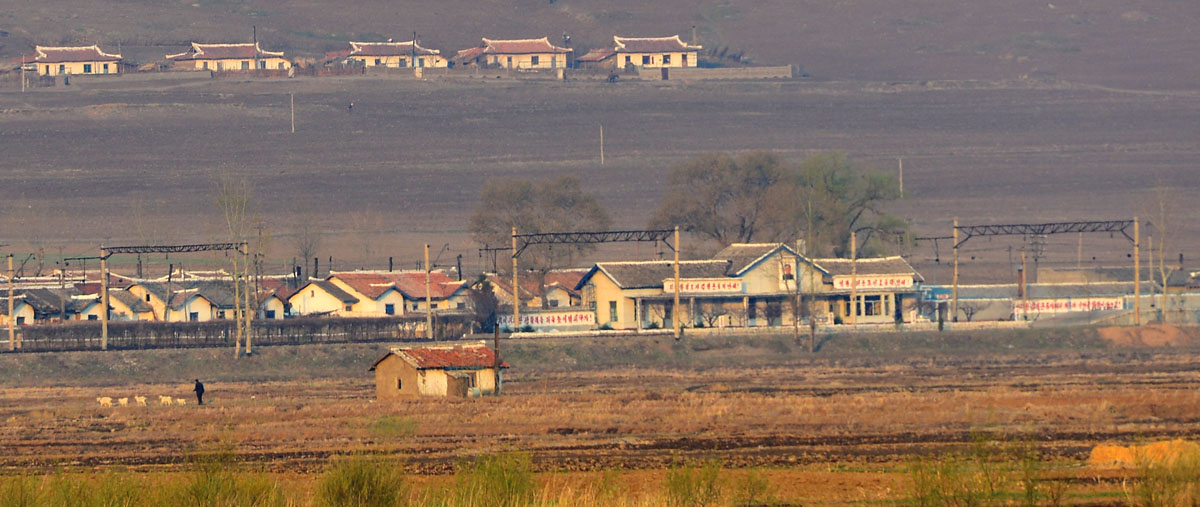
Le village de Kangan-ri et sa gare

La partie nord de l'arrondissement est relativement plane et propice aux rizières : 80% de sa surface est comprise entre 100 et 500 m d'altitude. Côté est, il est bordé par de petites montagnes (Jungsan, 1040 m; Gulsan, 991 m; Buduksan, 894 m) drainées par de courtes rivières (Jongsonggang, Sansongchon, Ryongnamchon) se jetant directement dans le Tumen. Le réservoir de Yangnam construit au début des années 1980 facilite l'irrigation des plaines du nord. Les forêts, situées en grande partie à plus de 500 m d'altitude, sont essentiellement composées de chênes (42%), de pins rouges (19%) et de mélèzes (12%).
Le climat est continental (Dwb selon Köppen) avec une température journalière moyenne de -13 °C en janvier et de 21,5 °C en aout et 500 mm de précipitations annuelles. Bien que celles-ci tombent essentiellement en été, les étés d'Onsong sont un peu plus frais et plus secs que dans les autres villes de la Corée. La rigueur des hivers fait que le sol gèle sur une profondeur de 75 cm et que les rivières sont également gelées.
Les terres agricoles couvrent 23% de l’arrondissement dont 78% de champs (maïs, soja, orge, sorgho), 13% de rizières et 6% de vergers (poires, abricots, pommes, pêches). Les mines de charbon sont nombreuses.

## Subdivisions administratives

Un terril au-dessus d'Onsong-up

Dans sa forme actuelle, l'arrondissement d'Onsong résulte de la réforme administrative de 1952 et de l'absorption de l'arrondissement de Jongsong en mai 1974. En 2002, il rassemble un bourg (up), dix districts de travailleurs (rodongjagu), en particulier pour les villes minières, et 15 villages (ri). Avec 127 893 habitants (2008) sur 720 km², la densité est de 177 hab/km².
- Arrondissement d'origine
  - Onsong-up (온성읍, 穩城邑)
  - Namyang-rodongjagu (남양로동자구, 南陽勞動者區)
  - Juwon-rodongjagu (주원로동자구, 周原勞動者區), "ri" jusqu'en octobre 1967
  - Onthan-rodongjagu (온탄로동자구, 穩炭勞動者區), créé en juin 1958
  - Phungin-rodongjagu (풍인로동자구, 豊仁勞動者區), "ri" jusqu'en octobre 1967
  - Sanghwa-rodongjagu (상화로동자구, 上和勞動煮區), "ri" jusqu'en octobre 1967
  - Hyangdang-ri (향당리, 香堂里)
  - Kangan-ri (강안리, 江岸里)
  - Misan-ri (미산리, 美山里)
  - Phungha-ri (풍하리, 豊利里)
  - Phungso-ri (풍서리, 豊西里)
  - Ryongnam-ri (룡남리, 龍南里)
  - Seson-ri (세선리, 世仙里)
  - Turubong-ri (두루봉리), appelé Wolpha-ri (월파리) jusqu'en octobre 1990
  - Wangjaesan-ri (왕재산리,

- Issus de l'ancien arrondissement de Jongsong
  - Jongsong-rodongjagu (종성로동자구, 鍾城勞動者區)
  - Changphyong-rodongjagu (창평로동자구, 蒼坪勞動者區), "ri" jusqu'en octobre 1987
  - Sambong-rodongjagu (삼봉로동자구, 三峰勞動者區)
  - Sansong-rodongjagu (산성로동자구, 山城勞動者區)
  - Tongpho-rodongjagu (동포로동자구, 東浦勞動者區), "ri" jusqu'en septembre 1991
  - Hasambong-ri (하삼봉리, 下三峰里)
  - Jungsan-ri (증산리, 甑山里)
  - Phungchon-ri (풍천리, 豊川里)
  - Phunggye-ri (풍계리, 豊溪里)
  - Unam-ri (운암리, 雲岩里)
  - Yonggang-ri (영강리, 永江里)

## Histoire et culture

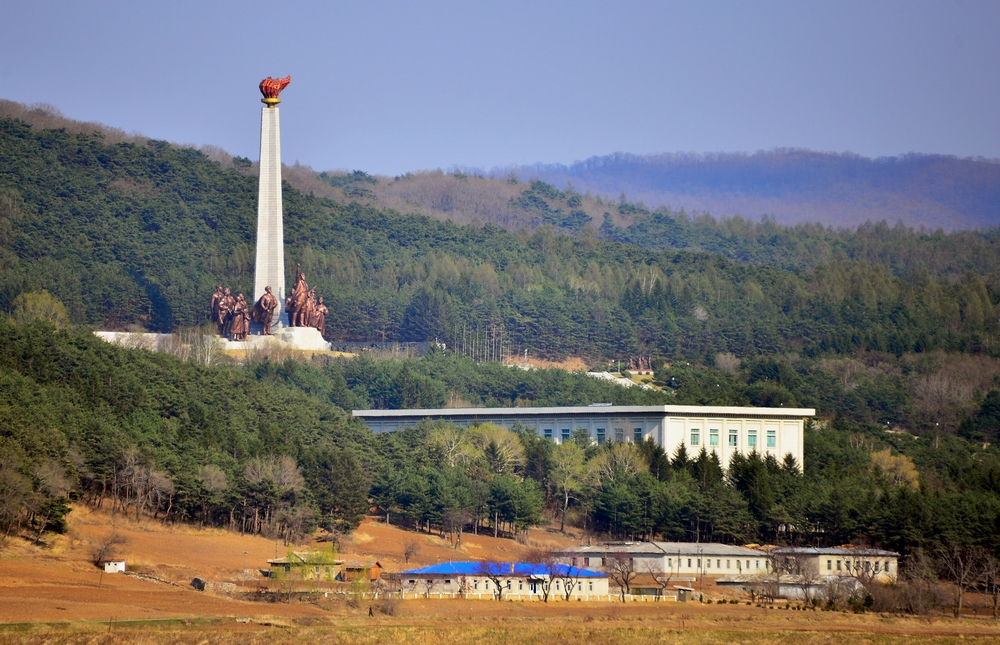
Le monument de Wangjaesan

Onsong est un des six lieux d'implantation choisis par Sejong le grand (1418-1450) pour les garnisons chargées de protéger la population des nomades mandchous. Auparavant, il s'appelait Daonphyong (다온평) ou Jonsong (전성).
Jusqu'en 1989, un centre de rétention retenait près de 15 000 prisonniers politiques et a été fermé peu après une émeute durement réprimée.
Le pavillon Suhang, situé à Jongsong, est un bâtiment en bois à trois étages datant de la dynastie Joseon ayant servi comme poste de garde-frontières. Il est classé en tant que bien culturel n° 436.

## Transports
Il y avait une ligne de trolleybus circulant entre la station villageois des chemins de fer d'état et le Grand monument de Wangjaesan, maintenant hors service mais avec le fil de contact d'électricité bien maintenu .